# Dock Sud (película)
Dock Sud es una película argentina dirigida por Tulio Demicheli sobre su propio guion escrito en colaboración con Sixto Pondal Ríos y Carlos Olivari que se estrenó el 21 de mayo de 1953 y tuvo como protagonistas a Mario Fortuna, Ana Lasalle, Ubaldo Martínez, Pepita Muñoz, Nelly Panizza y María Esther Podestá. Fue la última película en la que intervino la primera actriz Aurelia Musto.

## Sinopsis
Los familiares de los trabajadores muertos al caer un tranvía al Riachuelo cobran indemnizaciones por el hecho, mejoran su nivel de vida y menosprecian al obrero que no tomó el tranvía ese día.

## Reparto
- Carlos Barbetti
- Alberto Barcel
- Aída Cabral
- Margarita Corona
- Carlos Cotto
- Roberto Durán
- Mario Fortuna
- María José
- Ana Lasalle
- Domingo Mania
- Ubaldo Martínez
- Inés Murray
- Aurelia Musto
- Paquita Muñoz
- Pepita Muñoz
- Nelly Panizza
- Mario Passano
- María Esther Podestá
- Alejandro Rey
- Jorge Villoldo
- Eduardo Zacarías

## Comentario
Manrupe y Portela opinaron que el filme está “entre lo mejor del casi neorrealismo argentino de los ’50 y, tal vez, el mejor título de su director. En una línea popular demasiado sentimental pero técnicamente bien narrada, basada en un hecho ocurrido el 12 de julio de 1930, en una madrugada de niebla.”

## Premio
La Academia de Artes y Ciencias Cinematográficas de la Argentina le otorgó el premio Cóndor Académico al mejor argumento original de 1953 a Sixto Pondal Ríos y Carlos Olivari.